# Prunay-sur-Essonne
Prunay-sur-Essonne és un municipi francès, situat al departament de l'Essonne i a la regió de Illa de França. L'any 2007 tenia 308 habitants.
Forma part del cantó de Mennecy, del districte d'Évry i de la Comunitat de comunes des 2 Vallées.

## Demografia

### Població
El 2007 la població de fet de Prunay-sur-Essonne era de 308 persones. Hi havia 116 famílies, de les quals 24 eren unipersonals (4 homes vivint sols i 20 dones vivint soles), 36 parelles sense fills, 48 parelles amb fills i 8 famílies monoparentals amb fills.
La població ha evolucionat segons el següent gràfic:
Habitants censats

### Habitatges
El 2007 hi havia 139 habitatges, 120 eren l'habitatge principal de la família, 15 eren segones residències i 4 estaven desocupats. 137 eren cases i 2 eren apartaments. Dels 120 habitatges principals, 107 estaven ocupats pels seus propietaris i 13 estaven llogats i ocupats pels llogaters; 6 tenien dues cambres, 19 en tenien tres, 23 en tenien quatre i 72 en tenien cinc o més. 103 habitatges disposaven pel capbaix d'una plaça de pàrquing. A 46 habitatges hi havia un automòbil i a 63 n'hi havia dos o més.

### Piràmide de població
La piràmide de població per edats i sexe el 2009 era:
| Homes | Edats   | Dones |
| ----- | ------- | ----- |
| 0     | 95 o +  | 0     |
| 0     | 90 a 94 | 0     |
| 0     | 85 a 89 | 4     |
| 0     | 80 a 84 | 4     |
| 0     | 75 a 79 | 4     |
| 8     | 70 a 74 | 4     |
| 4     | 65 a 69 | 4     |
| 8     | 60 a 64 | 8     |
| 12    | 55 a 59 | 4     |
| 8     | 50 a 54 | 16    |
| 16    | 45 a 49 | 16    |
| 12    | 40 a 44 | 8     |
| 12    | 35 a 39 | 8     |
| 16    | 30 a 34 | 16    |
| 8     | 25 a 29 | 16    |
| 8     | 20 a 24 | 0     |
| 8     | 15 a 19 | 0     |
| 8     | 10 a 14 | 0     |
| 8     | 5 a 9   | 16    |
| 8     | 0 a 4   | 8     |

## Economia
El 2007 la població en edat de treballar era de 203 persones, 144 eren actives i 59 eren inactives. De les 144 persones actives 137 estaven ocupades (78 homes i 59 dones) i 7 estaven aturades (2 homes i 5 dones). De les 59 persones inactives 20 estaven jubilades, 20 estaven estudiant i 19 estaven classificades com a «altres inactius».

### Ingressos
El 2009 a Prunay-sur-Essonne hi havia 123 unitats fiscals que integraven 308,5 persones, la mediana anual d'ingressos fiscals per persona era de 22.827 €.

### Activitats econòmiques
Dels 22 establiments que hi havia el 2007, 2 eren d'empreses de fabricació d'altres productes industrials, 7 d'empreses de construcció, 6 d'empreses de comerç i reparació d'automòbils, 2 d'empreses d'hostatgeria i restauració, 4 d'empreses de serveis i 1 d'una empresa classificada com a «altres activitats de serveis».
Dels 9 establiments de servei als particulars que hi havia el 2009, 3 eren tallers de reparació d'automòbils i de material agrícola, 1 guixaire pintor, 2 fusteries, 2 lampisteries i 1 perruqueria.
L'any 2000 a Prunay-sur-Essonne hi havia 6 explotacions agrícoles.

## Equipaments sanitaris i escolars
El 2009 hi havia una escola elemental integrada dins d'un grup escolar amb les comunes properes formant una escola dispersa.

## Poblacions més properes
El següent diagrama mostra les poblacions més properes.